# Darbu

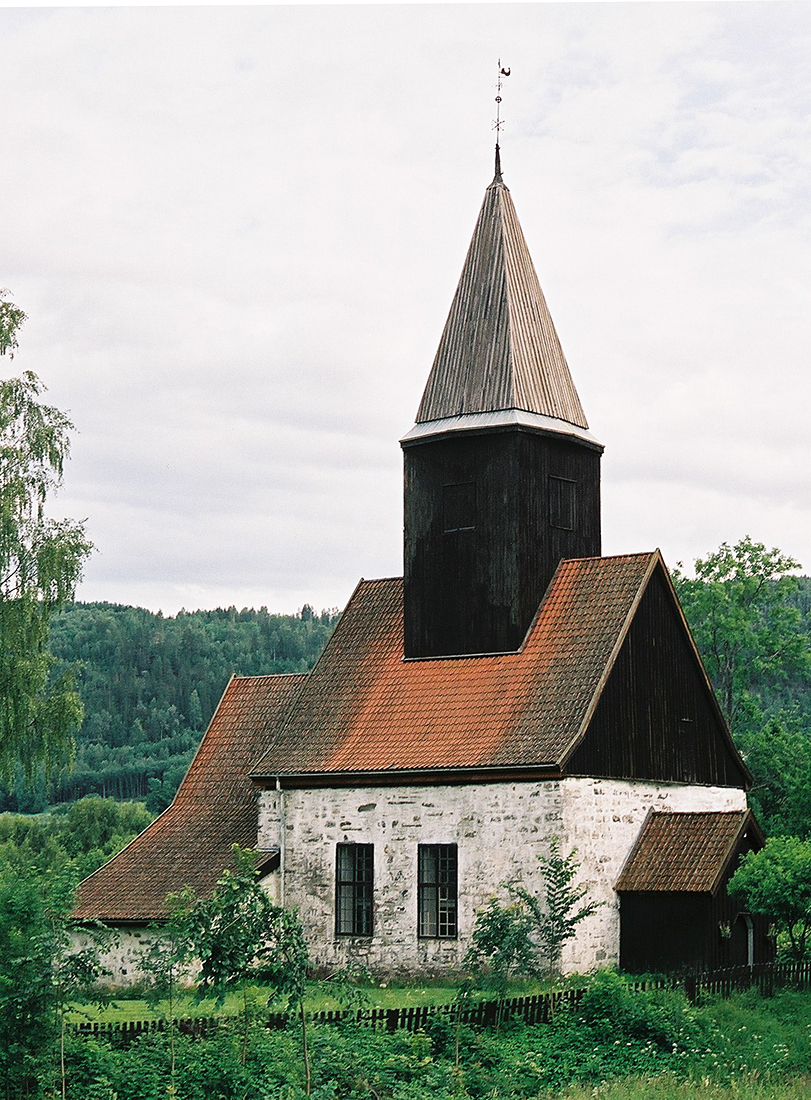
A antiga igreja de Fiskum.

Darbu é uma vila situada em Fiskum, no município de Øvre Eiker, Noruega. 
Está localizada à beirada da linha ferroviária de Sørland, a 81,61 km de Oslo e a meio caminho entre Kongsberg e Hokksund. A estação ferroviária foi inaugurada em 1871, quando o ramal ferroviário Hokksund - Kongsberg foi concluído. A população de Darbu era de de 508 em 2009.
O patrimônio mais importante da comunidade é a Antiga Igreja de Fiskum (em norueguês:  Fiskum Gamle Kirke), um centro religioso medieval em estilo românico que data de cerca de 1200 d.C sendo dedicada a São Olav. Fiskum foi construída em forma retangular de pedra,  uma das menores igrejas locais utilizada ocasionalmente no verão. A igreja foi estruturada à base de pedra fratura em argamassa de cal e rebocada. O púlpito data de 1650. O retábulo e baptismal datam de aprox. 1713. A torre continha 3 sinos em 1629, alteradas em que dois relógios em 1685-1689. 